# Inseon
 Inseon, född 1619, död 1674, var en koreansk drottning, gift med kung Hyojong av Joseon. 
Vigseln ägde rum 1631. Hon beskrevs som en idealisk svärdotter. 1636 invaderades Korea av Kina. Hon evakuerades till Gwanghado, där hon visade stort mod under invasionen. När hennes make fördes till Kina som gisslan, följde hon med honom och tillbringade fyra år med honom i fångenskap. Hon blev kronprinsessa när hennes make år 1645 blev kronprins. Hon blev drottning 1649. Hon beskrivs som en idealisk drottning, som utförde sin roll med strikt efterlydnad av reglerna kombinerat med barmhärtighet. Hon lät förbjuda drickande och en exorcism känd som Gutpan vid hovet. Hon engagerade sig i kungens kampanj för expeditionen norrut. 1659 blev hon änkedrottning. Hon demonstrerade stor sorg vid malens död och ska enbart ha ätit tunn välling under tre månader, något som skadade hennes hälsa. Hon besökte ofta kurorter för att läka sin hälsa, men återhämtade sig aldrig helt. 